# Vrienden voor het leven (Jan Smit)
"Vrienden voor het leven" is een nummer van de Nederlandse zanger Jan Smit. Het nummer werd uitgebracht op zijn album Jansmit.com uit 2005. Op 11 maart van dat jaar werd het nummer uitgebracht als de eerste single van het album.

## Achtergrond
"Vrienden voor het leven" is geschreven door Smit en Simon Keizer, bekend als de helft van het duo Nick & Simon, en geproduceerd door de broers Cees en Thomas Tol, bekend als Tol & Tol. Het nummer is gebruikt als de titelsong van de realityserie Gewoon Jan Smit, die tussen 2005 en 2008 werd uitgezonden. In de bijbehorende videoclip zijn voornamelijk beelden uit deze serie te zien.
"Vrienden voor het leven" is uitgebracht als single met een dubbele A-kant, waarbij een liveversie van "Als de nacht verdwijnt" de andere helft beslaat. Tevens is de videoclip van het nummer te vinden op de single. Een ander nummer op de single, "So ein Mädchen", is afkomstig van het Duitstalige album Bewegend uit 2004, zijn laatste uitgave onder de naam Jantje Smit. De single behaalde de zestiende plaats in de Nederlandse Top 40 en de vijfde plaats in de Single Top 100.

## Hitnoteringen

### Nederlandse Top 40
| Hitnotering: 02-04-2005 t/m 30-07-2005 | Hitnotering: 02-04-2005 t/m 30-07-2005 | Hitnotering: 02-04-2005 t/m 30-07-2005 | Hitnotering: 02-04-2005 t/m 30-07-2005 | Hitnotering: 02-04-2005 t/m 30-07-2005 | Hitnotering: 02-04-2005 t/m 30-07-2005 | Hitnotering: 02-04-2005 t/m 30-07-2005 | Hitnotering: 02-04-2005 t/m 30-07-2005 | Hitnotering: 02-04-2005 t/m 30-07-2005 | Hitnotering: 02-04-2005 t/m 30-07-2005 | Hitnotering: 02-04-2005 t/m 30-07-2005 | Hitnotering: 02-04-2005 t/m 30-07-2005 | Hitnotering: 02-04-2005 t/m 30-07-2005 | Hitnotering: 02-04-2005 t/m 30-07-2005 | Hitnotering: 02-04-2005 t/m 30-07-2005 | Hitnotering: 02-04-2005 t/m 30-07-2005 | Hitnotering: 02-04-2005 t/m 30-07-2005 | Hitnotering: 02-04-2005 t/m 30-07-2005 | Hitnotering: 02-04-2005 t/m 30-07-2005 | Hitnotering: 02-04-2005 t/m 30-07-2005 |
| Week                                   | 1                                      | 2                                      | 3                                      | 4                                      | 5                                      | 6                                      | 7                                      | 8                                      | 9                                      | 10                                     | 11                                     | 12                                     | 13                                     | 14                                     | 15                                     | 16                                     | 17                                     | 18                                     |                                        |
| -------------------------------------- | -------------------------------------- | -------------------------------------- | -------------------------------------- | -------------------------------------- | -------------------------------------- | -------------------------------------- | -------------------------------------- | -------------------------------------- | -------------------------------------- | -------------------------------------- | -------------------------------------- | -------------------------------------- | -------------------------------------- | -------------------------------------- | -------------------------------------- | -------------------------------------- | -------------------------------------- | -------------------------------------- | -------------------------------------- |
| Positie                                | 23                                     | 17                                     | 16                                     | 21                                     | 25                                     | 27                                     | 30                                     | 24                                     | 20                                     | 20                                     | 21                                     | 22                                     | 25                                     | 31                                     | 31                                     | 29                                     | 29                                     | 29                                     | uit                                    |

### Single Top 100
| Hitnotering week 1 t/m 35: 19-03-2005 t/m 12-11-2005 Hitnotering week 36: 21-01-2006 | Hitnotering week 1 t/m 35: 19-03-2005 t/m 12-11-2005 Hitnotering week 36: 21-01-2006 | Hitnotering week 1 t/m 35: 19-03-2005 t/m 12-11-2005 Hitnotering week 36: 21-01-2006 | Hitnotering week 1 t/m 35: 19-03-2005 t/m 12-11-2005 Hitnotering week 36: 21-01-2006 | Hitnotering week 1 t/m 35: 19-03-2005 t/m 12-11-2005 Hitnotering week 36: 21-01-2006 | Hitnotering week 1 t/m 35: 19-03-2005 t/m 12-11-2005 Hitnotering week 36: 21-01-2006 | Hitnotering week 1 t/m 35: 19-03-2005 t/m 12-11-2005 Hitnotering week 36: 21-01-2006 | Hitnotering week 1 t/m 35: 19-03-2005 t/m 12-11-2005 Hitnotering week 36: 21-01-2006 | Hitnotering week 1 t/m 35: 19-03-2005 t/m 12-11-2005 Hitnotering week 36: 21-01-2006 | Hitnotering week 1 t/m 35: 19-03-2005 t/m 12-11-2005 Hitnotering week 36: 21-01-2006 | Hitnotering week 1 t/m 35: 19-03-2005 t/m 12-11-2005 Hitnotering week 36: 21-01-2006 | Hitnotering week 1 t/m 35: 19-03-2005 t/m 12-11-2005 Hitnotering week 36: 21-01-2006 | Hitnotering week 1 t/m 35: 19-03-2005 t/m 12-11-2005 Hitnotering week 36: 21-01-2006 | Hitnotering week 1 t/m 35: 19-03-2005 t/m 12-11-2005 Hitnotering week 36: 21-01-2006 | Hitnotering week 1 t/m 35: 19-03-2005 t/m 12-11-2005 Hitnotering week 36: 21-01-2006 | Hitnotering week 1 t/m 35: 19-03-2005 t/m 12-11-2005 Hitnotering week 36: 21-01-2006 | Hitnotering week 1 t/m 35: 19-03-2005 t/m 12-11-2005 Hitnotering week 36: 21-01-2006 | Hitnotering week 1 t/m 35: 19-03-2005 t/m 12-11-2005 Hitnotering week 36: 21-01-2006 | Hitnotering week 1 t/m 35: 19-03-2005 t/m 12-11-2005 Hitnotering week 36: 21-01-2006 | Hitnotering week 1 t/m 35: 19-03-2005 t/m 12-11-2005 Hitnotering week 36: 21-01-2006 |
| Week                                                                                 | 1                                                                                    | 2                                                                                    | 3                                                                                    | 4                                                                                    | 5                                                                                    | 6                                                                                    | 7                                                                                    | 8                                                                                    | 9                                                                                    | 10                                                                                   | 11                                                                                   | 12                                                                                   | 13                                                                                   | 14                                                                                   | 15                                                                                   | 16                                                                                   | 17                                                                                   | 18                                                                                   | 19                                                                                   |
| ------------------------------------------------------------------------------------ | ------------------------------------------------------------------------------------ | ------------------------------------------------------------------------------------ | ------------------------------------------------------------------------------------ | ------------------------------------------------------------------------------------ | ------------------------------------------------------------------------------------ | ------------------------------------------------------------------------------------ | ------------------------------------------------------------------------------------ | ------------------------------------------------------------------------------------ | ------------------------------------------------------------------------------------ | ------------------------------------------------------------------------------------ | ------------------------------------------------------------------------------------ | ------------------------------------------------------------------------------------ | ------------------------------------------------------------------------------------ | ------------------------------------------------------------------------------------ | ------------------------------------------------------------------------------------ | ------------------------------------------------------------------------------------ | ------------------------------------------------------------------------------------ | ------------------------------------------------------------------------------------ | ------------------------------------------------------------------------------------ |
| Positie                                                                              | 13                                                                                   | 13                                                                                   | 12                                                                                   | 10                                                                                   | 8                                                                                    | 5                                                                                    | 10                                                                                   | 12                                                                                   | 8                                                                                    | 8                                                                                    | 11                                                                                   | 11                                                                                   | 9                                                                                    | 8                                                                                    | 6                                                                                    | 11                                                                                   | 11                                                                                   | 13                                                                                   | 14                                                                                   |
| Week                                                                                 | 20                                                                                   | 21                                                                                   | 22                                                                                   | 23                                                                                   | 24                                                                                   | 25                                                                                   | 26                                                                                   | 27                                                                                   | 28                                                                                   | 29                                                                                   | 30                                                                                   | 31                                                                                   | 32                                                                                   | 33                                                                                   | 34                                                                                   | 35                                                                                   |                                                                                      | 36                                                                                   |                                                                                      |
| Positie                                                                              | 16                                                                                   | 17                                                                                   | 15                                                                                   | 20                                                                                   | 17                                                                                   | 15                                                                                   | 21                                                                                   | 22                                                                                   | 23                                                                                   | 29                                                                                   | 42                                                                                   | 39                                                                                   | 34                                                                                   | 46                                                                                   | 64                                                                                   | 84                                                                                   | uit                                                                                  | 98                                                                                   | uit                                                                                  |

### NPO Radio 2 Top 2000
| Nummer met noteringen in de NPO Radio 2 Top 2000 | '07 | '08  | '09 | '10  | '11  | '12  | '13  |
| ------------------------------------------------ | --- | ---- | --- | ---- | ---- | ---- | ---- |
| Vrienden voor het leven                          | 414 | 1706 | 778 | 1364 | 1149 | 1859 | 1916 |

1. ↑  Een vetgedrukt getal geeft de hoogste notering aan.
2. ↑  2007 was het eerste jaar met een notering voor dit nummer.
3. ↑  Deze tabel is bijgewerkt tot en met de laatste editie (2024).